# Кассовиц, Матьё
Матьё Кассовиц (фр. Mathieu Kassovitz, род. 3 августа 1967, Париж) — французский кинорежиссёр, сценарист и актёр.

## Биография
Матье Кассовиц — внук венгерского дизайнера Феликса Кассовица (1907—1983), сын Петера Кассовица (род. 1938), кинопродюсера и режиссера, и Шанталь Реми, монтажера. Петер Кассовиц, еврей, уехал из Венгрии в Париж в 1956 году во время Венгерского восстания. Мать Матье происходит из католической рабочей семьи из Реймса.

## Фильмография

### Режиссёр
- 1991 — Белый кошмар / Cauchemar blanc
- 1993 — Метиска / Métisse
- 1995 — Ненависть / La Haine — Приз за лучшую режиссуру (Каннский кинофестиваль)
- 1997 — Убийца(ы) / Assassin(s)
- 2000 — Багровые реки / Les Rivières pourpres
- 2003 — Готика / Gothika
- 2008 — Вавилон нашей эры / Babylon A.D.
- 2009 — Порядок и мораль / L’ordre et la morale
- 2015 — Бюро легенд (сериал) / Le Bureau des légendes

### Актёр
- 1994 — Смотри, как падают люди / Regarde les hommes tomber — Джонни
- 1996 — Никому не известный герой / Un héros très discret — Альберт Деусс
- 1997 — Пятый элемент / The Fifth Element — человек, пытавшийся ограбить Корбена у входной двери
- 1999 — Якоб-лжец / Jakob the Liar — Гершель
- 2001 — Именинница / Birthday Girl — Юрий
- 2001 — Амели / Le Fabuleux destin d’Amelie Poulain — Нино Кенконпуа
- 2002 — Аминь / Amen — Рикардо Фонтана
- 2005 — Мюнхен / Munich — Робер
- 2012 — Другая жизнь женщины / La vie d’une autre — Поль Сперански
- 2012 — Нокаут / Haywire — Том Студер
- 2012 — Наблюдатель / Le guetteur — Венсан Камински
- 2013 — Анжелика, маркиза ангелов / Angélique, marquise des anges — Николя
- 2014 — Никому не известный / Un illustre inconnu
- 2015 — Бюро легенд (сериал) / Le Bureau des légendes — Гийом Дебайи
- 2016 — Безумие / Éperdument
- 2016 — Война и мир / War and Peace — Наполеон Бонапарт
- 2017 — Валериан и город тысячи планет / Valérian et la Cité des mille planètes — камелот на большом рынке
- 2017 — Хэппи-энд / Happy End — Тома
- 2017 — Спарринг / Sparring — Стив Ландри
- 2019 — Зов волка / Le Chant du loup — адмирал (ALFOST), командир флота SSBN
- 2021 — Дела человеческие[фр.] / Les Choses humaines — Адам